# Axel Roxendorff
Axel Fredrik Roxendorff, född 3 oktober 1851 i Virserums socken, Kalmar län, död 1 maj 1903 i New York, var en svensk ingenjör.

## Biografi
Axel Roxendorff var son till possessionaten Johan Abrahamson och friherrinnan Anna Carolina Albertina von Roxendorff. Efter läroverksstudier i Uppsala genomgick han Malmö tekniska institut 1872–1875. Roxendorff var anställd vid Göteborgs mekaniska verkstads skeppsvarv 1875–1876, drev en maskinagentur 1876–1879 och var förste ingenjör vid AB Ligna snickerifabrik i Stockholm 1879–1884. Från 1884 till sin död innehade han egen agenturfirma i Madrid för försäljning av svenska industriprodukter. Roxendorff var svensk-norsk konsul i Madrid 1884–1898 och juryman för Sverige vid internationella utställningen i Barcelona 1888 och i Paris 1900 samt juryman för Danmark vid internationella Columbus-utställningen i Madrid 1892. Han blev även känd som uppfinnare av fyrdubbelverkande klaffpumpar och av velocipeden Variabel med automatiskt föränderlig utväxling. Han var far till Tor Roxendorff.